# 奥旺多
00°29′S 15°54′E / 0.483°S 15.900°E

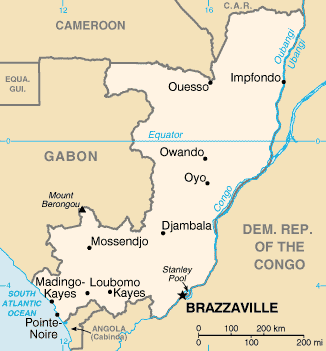

奥旺多是位于刚果共和国中部的一座城市，位于库尤河岸，是盆地省省会、自治市。拥有一座市场和机场。旧称鲁塞堡（Fort Rousset）。

## 历史
建于1903年，时名鲁塞（Rousset），旋即于次年更名鲁塞堡（Fort-Rousset），1977年恢复非洲本土名称奥旺多（Owando）。
1955年9月14日，这里建起一座天主教堂。